# Daniel Mangrané
Daniel Mangrané i Mangrané (Tortosa, 8 de març de 1910 − Barcelona, 27 de desembre de 1985) va ser un cineasta català. Fou fill de l'industrial Daniel Mangrané i Escardó que va ser diputat durant la Segona República per Esquerra Republicana de Catalunya (i a la memòria de qui s'han dedicat un institut d'educació secundària i un carrer a Tortosa) i Adela Mangrané Adell.

## Biografia
Fou un enginyer químic, professor a la Universitat Tècnica de Berlín, tot i que va treballar sovint en les empreses familiars. Fou membre del cos facultatiu de la Creu roja i doctor honoris causa per la Universitat de Rio de Janeiro. Va desenvolupar la seva professió també a França, Itàlia i Alemanya i va escriure una dotzena de llibres de química. Va passar la Guerra Civil a Lió a on va contribuir al descobriment de la mercromina.

## Carrera cinematogràfica
Va desenvolupar la seua carrera cinematogràfica en les dècades dels 30, 40 i 50 del segle xx. La seua primera acreditació va ser el 1936, amb l'argument, els diàlegs i la música de la pel·lícula El deber.
Va dirigir dos films, Parsifal el 1951 (amb Carlos Serrano de Osma com a realitzador tècnic) i El duende de Jerez el 1954. En ambdós casos va actuar també com a productor i guionista. A més a més va produir Rumbo (1953), Nuevos ideales (1936), que va coproduir amb el seu pare i el guió del qual va ser titllat de "burgès" i contrari a la lluita de classes i es va arribar a exhibir a la zona nacional durant la guerra, i La virgen gitana (1951) com a productor associat.
Va ser el guionista a les esmentades Parsifal, El duende de Jerez, Nuevos ideales i a El deber (1936), que també va ser produïda pel seu pare.
Va compondre la banda sonora original de El deber i Nuevos ideales.

## Participació en festivals
- La vírgen gitana (dirigida per Ramón Torrado): Selecció oficial a competició Festival de Canes 1951[7]
- Rumbo (dirigida per Ramón Torrado): Selecció oficial a competició Festival de Canes 1951[7]
- Parsifal: Selecció oficial a competició Festival de Canes 1952[8]